# Dobbelt Plus
Dobbelt Plus er et album med Voss/Torp/Brill (Johnny Voss, Niels Torp og Anders Brill, alle medlemmer af Kliché, der udkom på Medley Records i 1984. De tre Kliché-medlemmer indspillede albummet da Kliché holdt en pause, hvor også det fjerde medlem, Lars Hug, indspillede sit første soloalbum, City Slang. Dobbelt Plus blev indspillet i vinteren 1983/84 med teknikeren Hjörtur Blöndal. Sangen "Viel Zu Viel" var på Klichés live-repertoire i 1981.
Pladecoveret er designet af Johnny Voss.

## Spor
1. Hen Til Pagoden (Voss/Torp)
2. Messenger 6 (Voss/Torp)
3. Suzy Suzy (Voss/Torp)
4. Håbløs Elskov (Voss/Torp/Paul Monrad)
5. Landskab Med Skyer (Voss/Torp)
6. Dobbelt Plus (Voss/Torp)
7. Super Satori (Voss/Torp)
8. Viel Zu Viel (Torp)
9. Klarhedens Hav (Voss/Torp)

### Medlemmer
- Johnny Voss – Vokal & Bas
- Nils Torp – Vokal & Tangentinstrumenter
- Anders Brill – Vokal, Trommer & Percussion

### Gæstemusikere
- Lars Stentoft & Mogens Noir (Mogens Jacobsen fra Cinema Noir) – Percussion
- Inge Andersen, John Ehde, Lars Bjørnkjær & Lars Kvist Jensen – Strygere
- Paul Valjean – Strygerarrangementer
- Anton Biehe – Fagot
- Hjörtur Blöndal – Westernguitar
- Zigue de Gizzie – Vokal

Produceret af Voss, Torp, Brill & Blöndal.

## Eksterne links
- Mere information, pressemeddelse m.m. Arkiveret 6. marts 2012 hos  Wayback Machine